# Zamarada cautela
Zamarada cautela là một loài bướm đêm trong họ Geometridae.